# Мордино (сельское поселение)
Мордино — административно-территориальная единица (административная территория село с подчинённой ему территорией) и муниципальное образование (сельское поселение с полным официальным наименованием муниципальное образование сельского поселения «Мордино») в составе муниципального района Корткеросского в Республике Коми Российской Федерации.
Административный центр — село Мордино.

## История
Статус и границы административной территории установлены Законом Республики Коми от 6 марта 2006 года № 13-РЗ «Об административно-территориальном устройстве Республики Коми».
Статус и границы сельского поселения установлены Законом Республики Коми от 5 марта 2005 года № 11-РЗ «О территориальной организации местного самоуправления в Республике Коми».

## Население
| 2010  | 2011  | 2012  | 2013  | 2014  | 2015  | 2016  |
| ----- | ----- | ----- | ----- | ----- | ----- | ----- |
| 1447  | ↘1438 | ↘1381 | ↘1367 | ↘1354 | ↘1300 | ↘1259 |
| 2017  | 2018  | 2019  | 2020  | 2021  |       |       |
| ↘1219 | ↘1207 | ↘1162 | ↘1132 | ↗1225 |       |       |

## Состав
Состав административной территории и сельского поселения:
| № | Населённый пункт | Тип населённого пункта       | Население |
| - | ---------------- | ---------------------------- | --------- |
| 1 | Веселовка        | посёлок                      | ↘181      |
| 2 | Дань             | деревня                      | 56        |
| 3 | Конша            | деревня                      | 27        |
| 4 | Мордино          | село, административный центр | ↘1010     |
| 5 | Четдино          | деревня                      | 88        |